# Cannabaudes
Cannabaudes oder Cannabas († 271) war ein Heerführer des gotischen Volksstammes der Terwingen, der im Kampf gegen die Truppen des römischen Kaisers Aurelian fiel.

## Leben
Im 3. Jahrhundert n. Chr. fielen zahlreiche germanische Stämme immer wieder ins Römische Reich ein und plünderten die Grenzregionen (Reichskrise des 3. Jahrhunderts). Der Balkan und die Küsten des Schwarzen Meeres und selbst der Ägäis wurden dabei vor allem von den Goten heimgesucht.
Vor allem während Kaiser Aurelian, der magister equitum des an der Pest verstorbenen Kaisers Claudius Gothicus, dessen Bruder Quintillus und danach die in Italien einfallenden Vandalen und Juthungen bekämpfte, hatten die Bewohner der Provinzen an der unteren Donau schwer mit Einfällen der gotischen Terwingen unter ihrem Heerführer Cannabaudes (oder Cannabas) zu kämpfen.
Auf seinem Zug nach Osten gegen Zenobias unabhängiges Sonderreich von Palmyra, das sich auf römischem Territorium gebildet hatte, vertrieb Aurelian die Goten. Doch im Gegensatz zu früheren römischen Heerführern beließ er es nicht dabei, sondern überquerte die Donau, um Cannabaudes und seine Männer zu verfolgen. In einer großen Schlacht fielen 5000 Goten, darunter auch Cannabaudes.
Für diesen Sieg erhielt Aurelian den Beinamen Gothicus Maximus. Beim Triumphzug, den er nach seinem Sieg über die Palmyrener feierte, führte Aurelian auch gefangene, als Amazonen verkleidete Gotinnen, die bei der gotischen Niederlage wie Männer gekämpft haben sollen, sowie einen von vier Hirschen gezogenen Wagen, der Cannabaudes gehört hatte, mit sich.
Trotz seines Sieges über Cannabaudes ließ Aurelian bald danach die am linken Donauufer gelegene Provinz Dakien räumen.
Die Bedrohung durch die Goten war daraufhin jedoch für lange Zeit gebannt. Durch die schwere Niederlage abgeschreckt und mit dem freigewordenen Siedlungsland in Dakien beschäftigt, sollte ein Jahrhundert vergehen, bis sie wieder in größerer Zahl ins Römische Reich drängen würden.
Wie groß die Macht des Cannabaudes war, ist umstritten. Während die meisten Forscher ihn für den einzigen König der Terwingen halten, meinen andere, er sei bloß einer der mächtigeren Häuptlinge von vielen gewesen.
Die einzige antike Quelle, die Cannabaudes erwähnt, ist die vor allem für Cannabaudes’ Zeit nicht immer zuverlässige Historia Augusta. Andere Autoren, die über Aurelians Gotensieg berichten, erwähnen den Namen des Gotenanführers nicht, dennoch wird er im Allgemeinen als historische Person angesehen. Manche Forscher wollen wegen der Ähnlichkeit der beiden Namen Cannabaudes mit Kniva gleichsetzen, dem Gotenführer, gegen den Kaiser Decius zwei Jahrzehnte zuvor bei Abrittus Schlacht und Leben verlor, andere vermuten in ihm dessen Sohn.
In der Namensform Cannabas vermutet Herwig Wolfram eine Verballhornung des Namens Cannabaudes, sodass er nach Cannabis (Hanf) klingt.